# 寺野精一

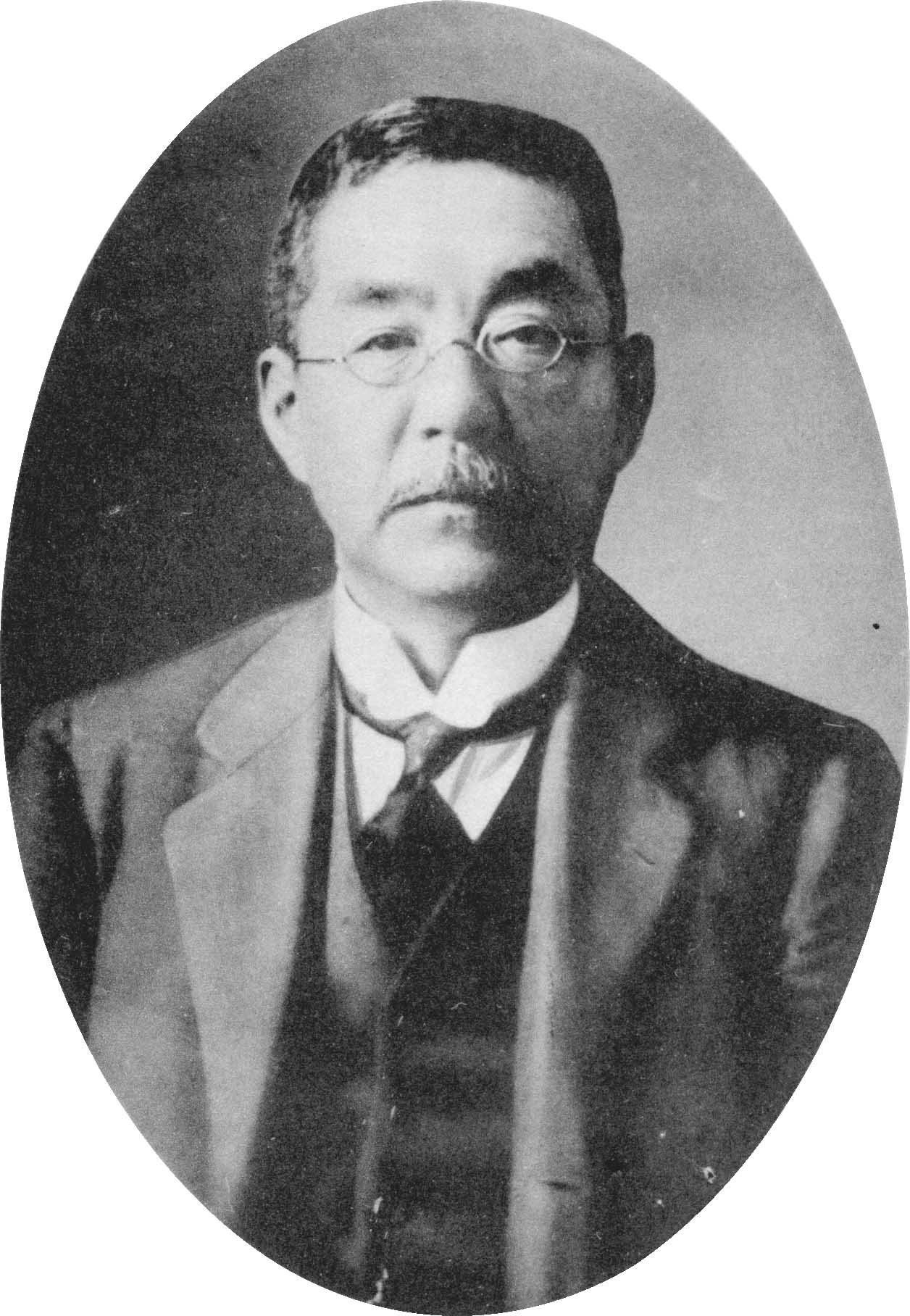
寺野精一

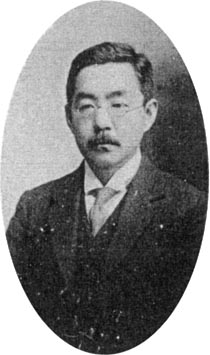
寺野精一

寺野 精一（てらの せいいち、明治元年11月26日（1869年1月8日） - 大正12年（1923年）1月8日）は、日本の造船学者。

## 経歴
東京府出身。1890年（明治23年）、東京帝国大学工科大学を卒業。同大学院で商船構造学を研究。1892年（明治25年）より同助教授となり、1897年（明治30年）より造船学研究のためイギリスに留学した。1899年（明治32年）、帰国とともに教授に就任。1901年（明治34年）、工学博士の学位を得た。1918年から1920年まで工科大学長、次いで工学部長を、その後は航空研究所長を務めた。三菱造船所で建造した、主機に輸入タービンを搭載した義勇艦隊さくら丸、日本における貨客船のクラスにおいて初めて1万トンを超えた客船天洋丸・地洋丸の船体設計・建造に関与した．斯波忠三郎，大森房吉らと行った船体振動(機関回転数と振動数の関係に関わる)実験は世界的にも開拓的な業績と評価されている．1914年には日本鉄鋼協会の創立に発起人として参画し，1915年の創立後は理事/評議員として貢献した．造船共會(現在の日本船舶海洋工学会)理事を務め，1905年から新潟鉄工所の造船業務指導にあたった。墓所は渋谷区仙寿院。

## 家族
- 父・寺野元良 - 尾州藩士。近藤真琴に師事し、攻玉塾の教師となり、1876年に同塾の女子科を創設した[12]。
- 母・てい - 今尾藩士・杉山吉郞次の三女
- 弟・寺野寬二(1880年生) - 九州帝国大学工科大学教授、工学博士。東京帝国大学工科大学応用化学科、同大学院を経て、1905年より同大助教授、1909年辞任し、明治専門学校よりドイツ留学を命じられ、同校教授、九州帝国大学講師、1916年同大教授。岳父に男爵山川健次郎。娘婿に新井洋吉（工学士、東亜ペイント製造）、大井田忠義（藤平純三の甥）、天笠道雄（地歌・筝曲家の天笠才寿の子。東工大卒。東京高壓工業研究員）。孫に箙田鶴子。[13][14][15][16]
- 妹・あき (1878年生) 夫・陸軍步兵大尉 春木保吉[17]
- 妹・順子 (1883年生) 夫・東京外国語学校教授 武内大造[17]
- 妻・ふじ（1877年生） - 東京士族・永田新次郞の五女
- 長男・寺野良一（1895年生[18]）
- 長女・寺野けい (1912年生, 寺野寬二4女), 1912年養子縁組
- 次男・寺野元英 (1915年生, 寺野寬二3男), 1921年養子縁組

## 栄典
位階
- 1892年（明治25年）9月26日 - 従七位[19]
- 1912年（明治45年）4月30日 - 従四位[20]
- 1923年（大正12年）1月8日 - 正三位[21]

勲章等
- 1923年（大正12年）1月8日 - 勲一等瑞宝章[21]

## ギャラリー

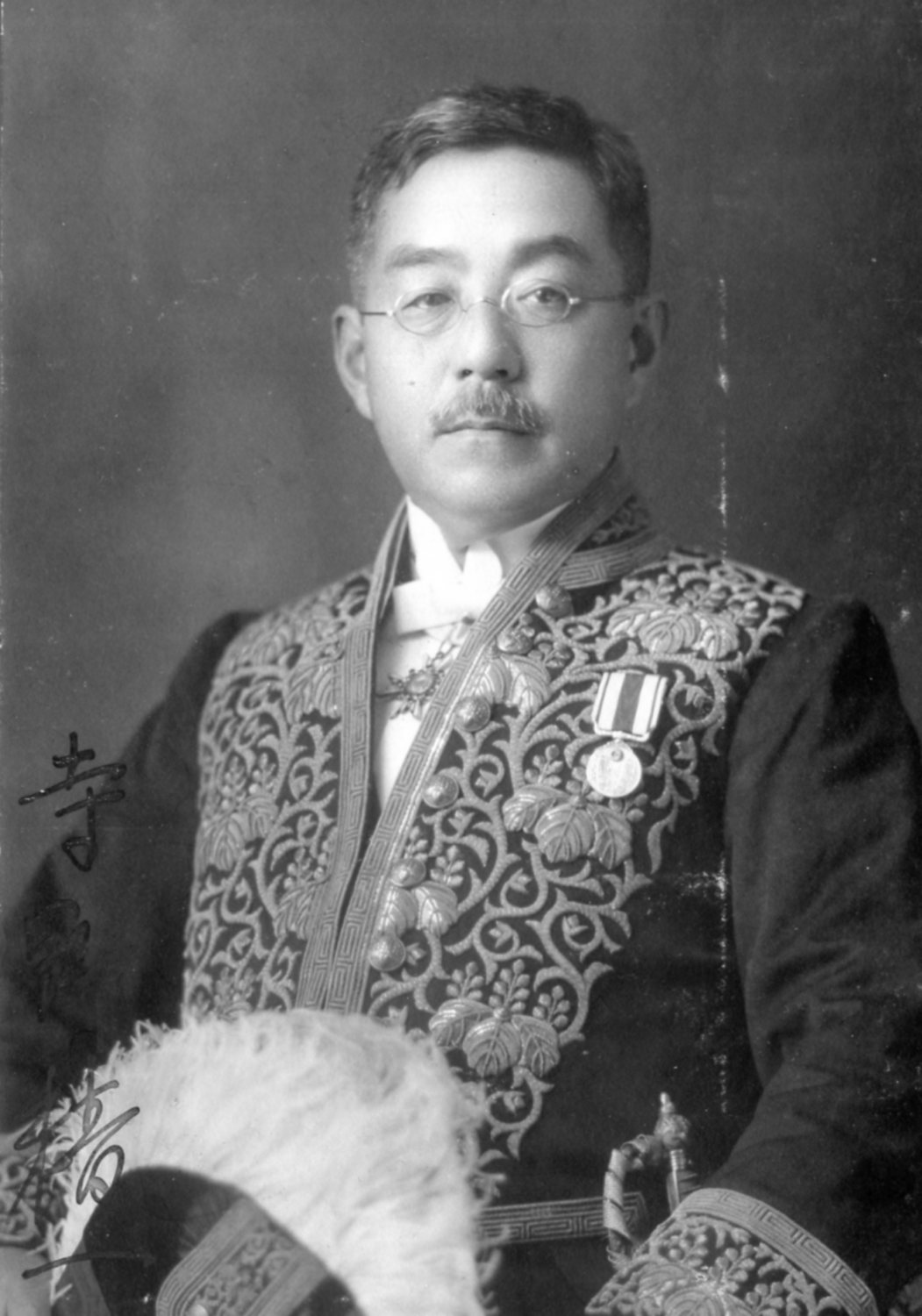
寺野精一1915年
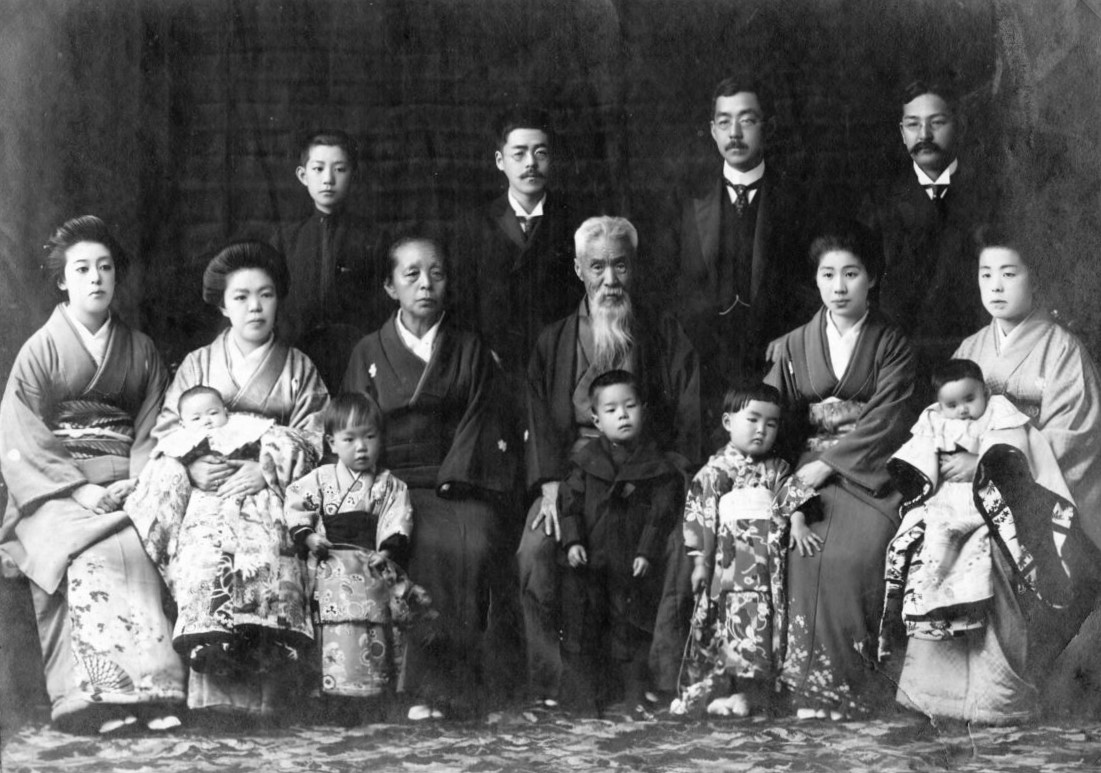
寺野家の人々 1905年頃 後列右二人目が精一